# ۳۷۸ (پیش از میلاد)
۳۷۸ (پیش از میلاد) ۳۷۸مین سال قبل از تقویم میلادی است.